# Klippgärdsmyg
Klippgärdsmyg (Salpinctes obsoletus) är en amerikansk fågel i familjen gärdsmygar. Den förekommer i västra Nordamerika och Centralamerika söderut till Costa Rica. Den tros minska i antal, men anses ändå vara livskraftig.

## Utseende och läten
Klippgärdsmygen är en relativt stor (14–16 cm), gråaktig gärdsmyg med lång näbb. Ovansidan är ljust gråaktig, undersidan ljusare med beigefärgade flanker och på bröstet svag streckning. Den har vidare ett mörkt ögonstreck, svartvitbandad undergump och beigefärgade spetsar på stjärtpennorna. Sången består av serie ringande drillar som upprepas tre till sex gånger i ett rytmiskt mönster. Lätet är ett vittljudande "pzeeee".

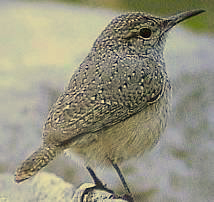

## Utbredning och systematik
Klippgärdsmygen delas vanligen in i åtta underarter med följande utbredning:
- obsoletus-gruppen
  - Salpinctes obsoletus obsoletus (inklusive pulverius och proximus[5]) – förekommer från sydvästra Kanada och västra USA till norra och centrala Mexiko
  - Salpinctes obsoletus guadeloupensis – förekommer på Guadalupeön (utanför västra Mexiko)
  - Salpinctes obsoletus tenuirostris – förekommer på San Benitoöarna (utanför södra Baja California)
  - Salpinctes obsoletus exsul – förekommer på San Benedicto (Revillagigedoöarna utanför södra Baja California)
  - Salpinctes obsoletus neglectus – förekommer från sydöstra höglandet i sydöstra Mexiko (Chiapas) till Guatemala och centrala Honduras
- guttatus-gruppen
  - Salpinctes obsoletus guttatus – förekommer i högländerna i El Salvador
  - Salpinctes obsoletus fasciatus – förekommer i högländerna i nordvästra Nicaragua
  - Salpinctes obsoletus costaricensis – förekommer i höglandet nordvästra Costa Rica

### Släktskap
Klippgärdsmygen placeras som enda art i släktet Salpinctes. Genetiska studier visar att den är systerart till en liten grupp gärdsmygar bestående av kanjongärdsmygen och två fåtaliga mexikanska arter i släktet Hylorchilus.

## Levnadssätt
Klippgärdsmygen hittas i talussluttningar och andra klippblockströdda områden. Den ses ofta högst upp på ett klippblock medan den nigande utstöter sitt läte.

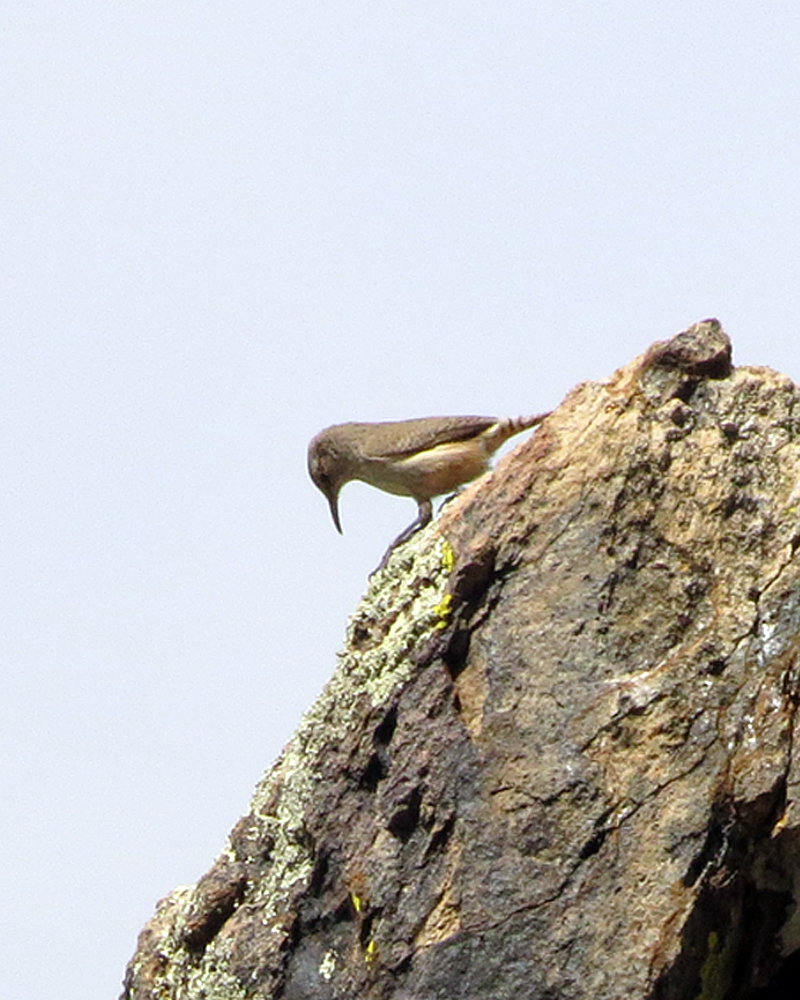
Födosökande klippgärdsmyg.

## Status och hot
Arten har ett stort utbredningsområde och en stor population, men tros minska i antal, dock inte tillräckligt kraftigt för att den ska betraktas som hotad. Internationella naturvårdsunionen IUCN kategoriserar därför arten som livskraftig (LC).